# Plataforma elevadora
Una plataforma elevadora, o mejor denominado "plataforma elevadora móvil de personal" (PEMP), es un dispositivo mecánico diseñado para elevar personas a diferentes alturas.
según sea su necesidad o tipo de trabajo que desea efectuar 
Según recoge el Real Decreto 2291/1985, la plataforma elevadora móvil de personal (PEMP) es una máquina móvil destinada a desplazar personas y pequeñas herramientas hasta una posición de trabajo, con una definida posición de entrada y salida de la plataforma; está constituida como mínimo por una plataforma de trabajo con órganos de servicio, una estructura extensible y un chasis.

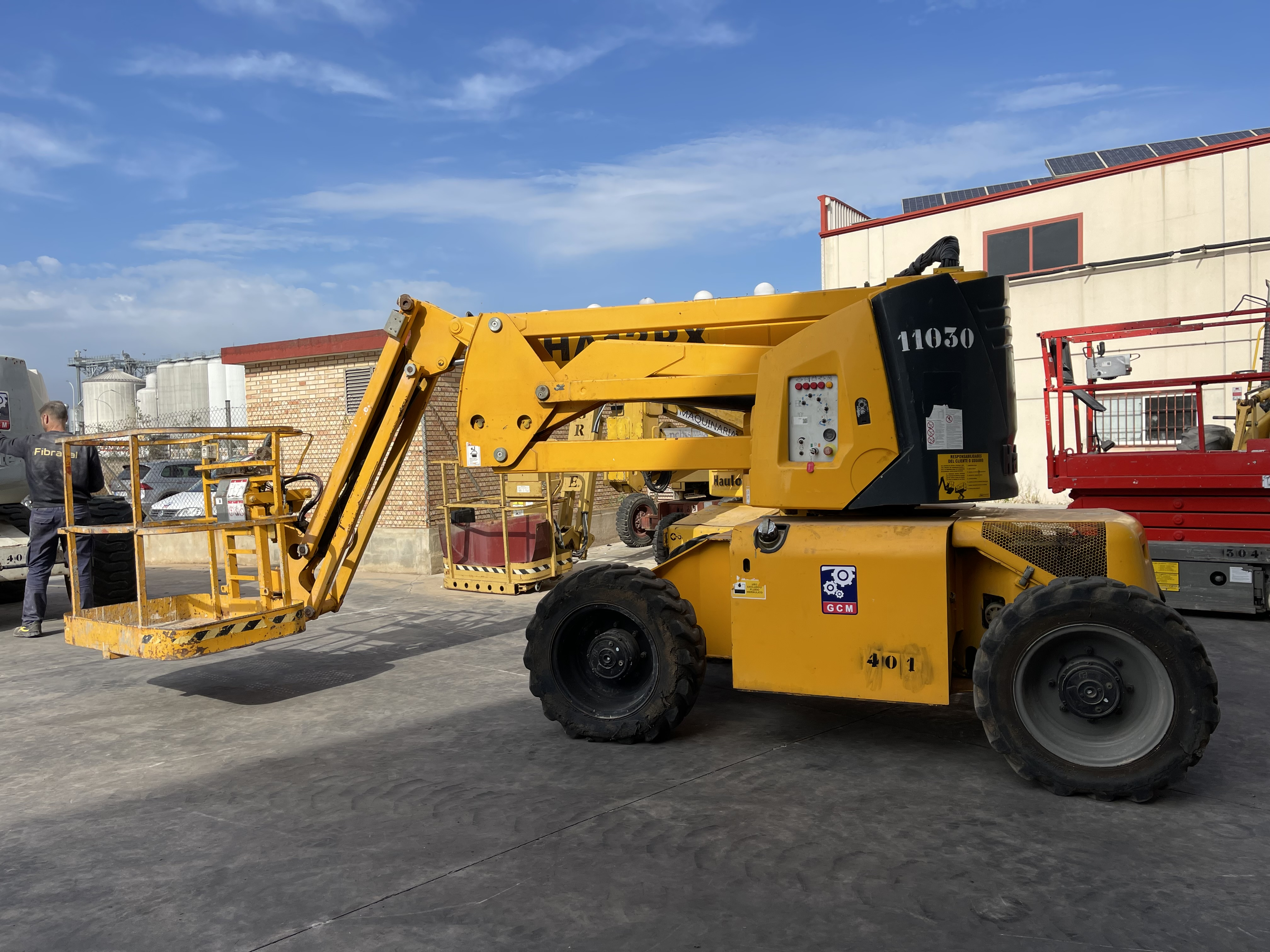
Plataforma elevadora articulada, eléctrica, con altura de trabajo de 12 metros.

Generalmente se utilizan para trabajos industriales a altura, y que precisen de libertad de movimiento. Disponen de una cesta donde el operario maneja la máquina gracias a un panel de control, controlando parámetros como altura, ángulo, posición o velocidad.

## Partes de una plataforma elevadora
- Plataforma de trabajo: formada por una bandeja rodeada por una barandilla de al menos un metro de altura y con rodapiés para evitar la caída de pequeños materiales a tercero.
- Estructura extensible, estructura unida al chasis sobre la que está instalada la plataforma de trabajo, permitiendo moverla hasta la situación deseada.
- Chasis, es la base de la PEMP. Puede ser autopropulsado, empujado o remolcado; puede estar situado sobre el suelo, ruedas, cadenas, orugas o bases especiales; montado sobre remolque, semirremolque, camión o furgón; y fijado con estabilizadores, ejes exteriores, gatos u otros sistemas que aseguren su estabilidad.
- Existen Plataformas elevadoras de tipo tijera, principalmente usadas para manejo de materiales, ayudan en la industria a los obreros a tener mejor ergonomía en los procesos productivos.

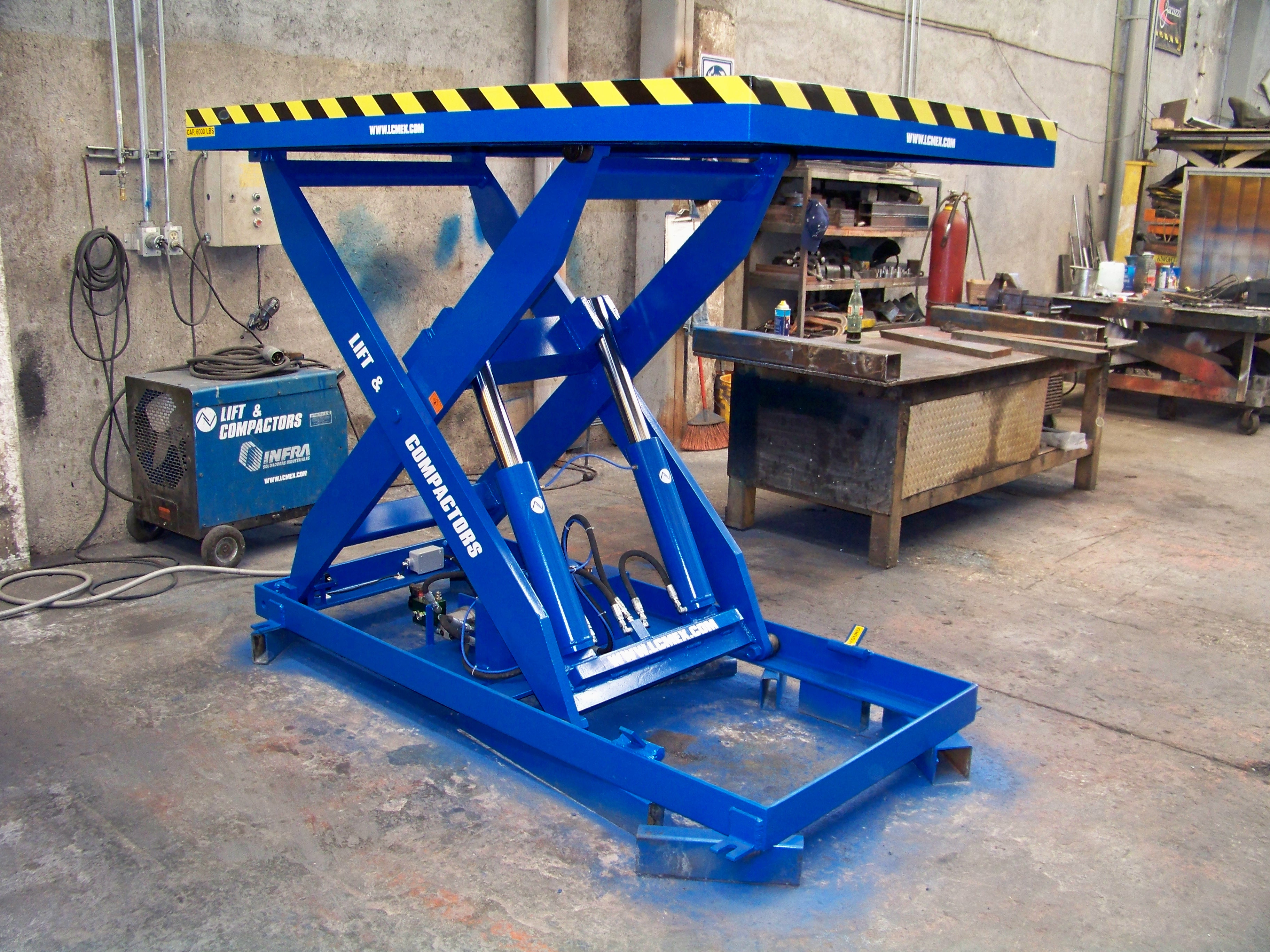
mesas-elevadoras-plataformas-elevadoras equipos ideales para procesos productivos en la industria.

## Tipología
Según su sistema de elevación:
- Tijera
- Articulada
- Telescópicas

Según su sistema de traslación:
- Sobre camión
- Autopropulsadas
- Remolcables
- Sin tracción
- Sobre oruga
- Sobre furgón
- Sobre vehículos 4X4

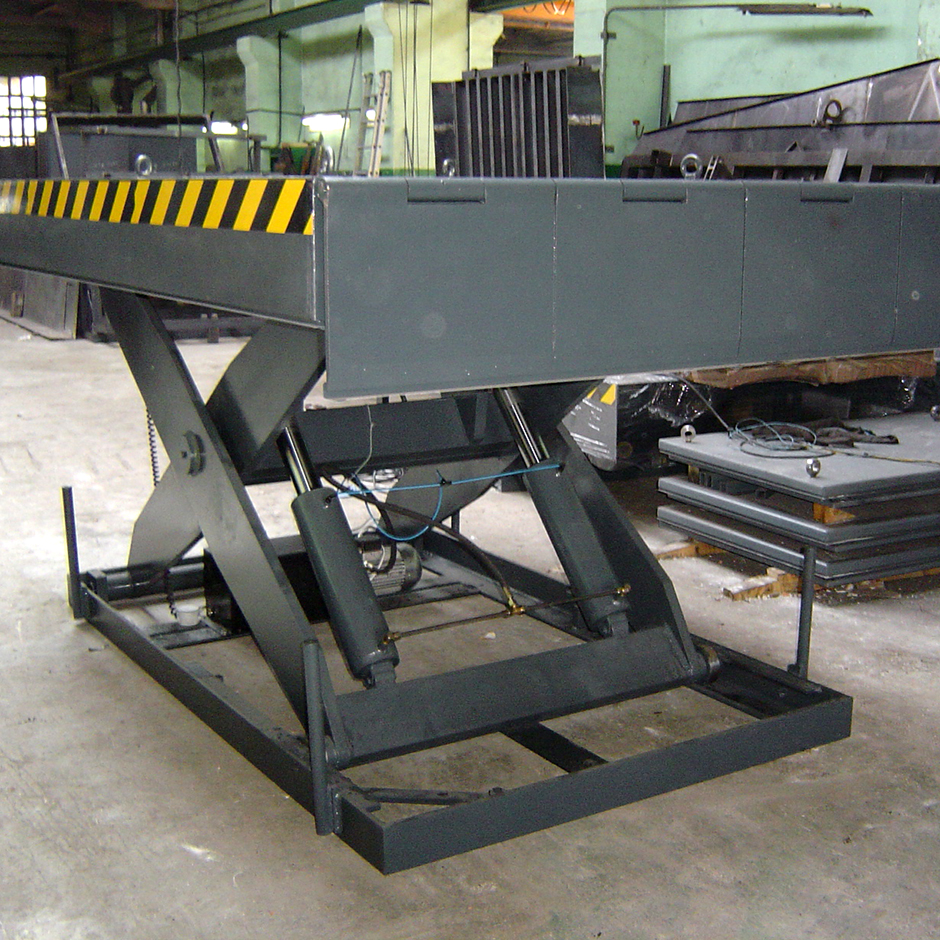
Plataforma elevadora tipo tijera

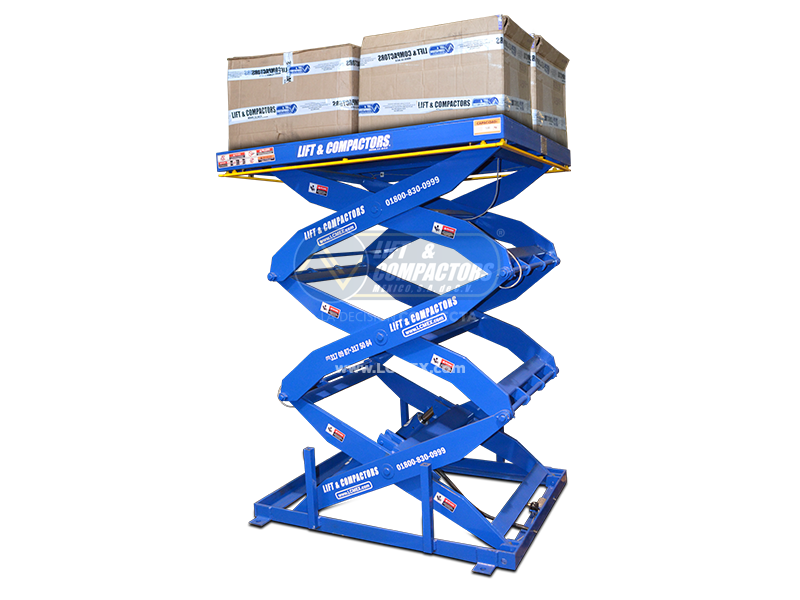
Mesa elevadora triple tijera Lift Compactors

Clasificación habitual según la forma de estabilización:
-Plataforma auto estable 

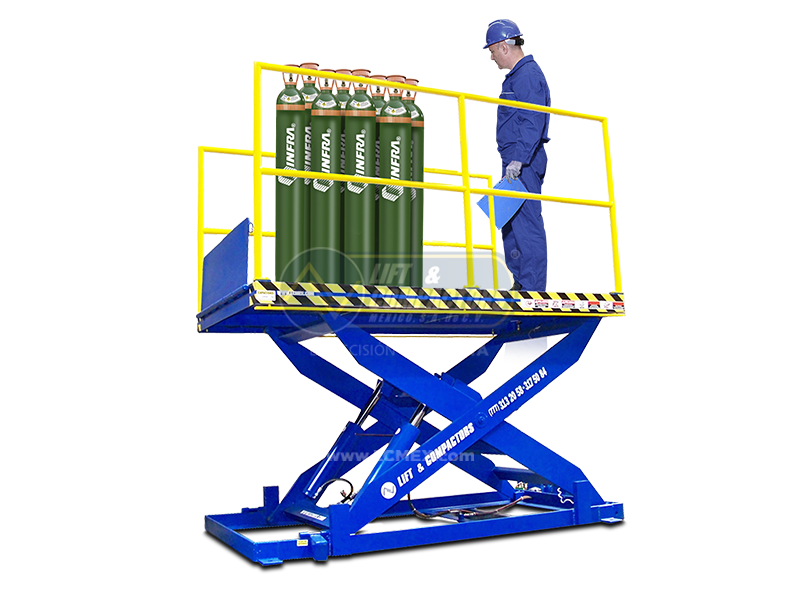
Mesa elevadora Anden

-Plataforma con estabilizadores telescópicos
Clasificación habitual según su alimentación:
·Plataforma eléctrica
·Plataforma diésel (motor de combustión diésel)
·Plataforma híbrida con motor térmico diésel y conjunto de baterías de tracción.
En el mercado se encuentran combinados los distintos sistemas de elevación y traslación para satisfacer todas las necesidades. También es frecuente combinar los tipos articulados y telescopios para obtener una mayor versatilidad.
Además pueden ser incorporadas sobre un camión, añadiendo la movilidad del vehículo a la de la máquina y se denominan plataformas sobre camión  
Normalmente la máquina es autónoma en cuando a movilidad, y viene proporcionada por un motor eléctrico o motor de combustión interna diésel. El primer caso permite a la máquina trabajar en entornos cerrados donde el humo del motor de combustión podría ser un problema para el operario.
Clasificación según norma UNE EN 280:2014
La norma UNE EN 280:2014 define “Plataforma elevadora móvil de personal” como “La máquina móvil destinada a desplazar personas hasta una posición de trabajo, donde llevan a cabo una tarea desde la plataforma, con la intención de que las personas entren y salgan de la plataforma de trabajo en una posición de acceso definida de la plataforma, que consiste como mínimo en una plataforma de trabajo con controles, una estructura extensible y un chasis”.
Según esta norma las PEMP se dividen en dos grupos principales:
Grupo A: PEMP en las que la proyección vertical del centro de gravedad de la carga está siempre en el interior de las líneas de vuelco.
Grupo B: PEMP en las que la proyección vertical del centro de gravedad de la carga puede estar en el exterior de las líneas de vuelco.
En función de sus posibilidades de traslación, las PEMP se dividen en tres tipos:
Tipo 1: la traslación solo es posible si la PEMP se encuentra en posición de transporte.
Tipo 2: la traslación con la plataforma de trabajo en posición elevada solo se controla por un órgano situado sobre el chasis.
Tipo 3: la traslación con la plataforma de trabajo en posición elevada se controla por un órgano situado sobre la plataforma de trabajo.
Nota: los tipos 2 y 3 pueden estar combinados.

## Plataformas elevadoras en América Latina
En varios países de América Latina, por ejemplo en Argentina, aún no se regulan legalmente las normas con respecto a las plataformas elevadoras. Por el momento, es un mercado emergente pero que de a poco se comienza a regular legalmente y además los usuarios puedan conocer las ventajas y beneficios con respecto a otros sistemas de trabajo no tan seguros como por ejemplo los andamios o las escaleras.

## Normativa sobre seguridad y formación de operadores
En España, la formación de operadores de Plataformas Elevadoras Móviles de Personal (PEMP) está regulada por la norma UNE 58923:2020, que establece los requisitos mínimos para garantizar la capacitación adecuada. Esta normativa, publicada por la Asociación Española de Normalización (AENOR), es una actualización de la UNE 58923:2014 y busca mejorar la seguridad en el uso de estas plataformas, reduciendo la siniestralidad laboral.
Los principales cambios introducidos en la versión de 2020 incluyen:
- Requisitos más estrictos para los formadores: Se exige experiencia demostrable y certificaciones actualizadas para garantizar una enseñanza de calidad.
- Ampliación de los contenidos formativos: Se enfatizan aspectos como evaluación de riesgos, procedimientos de emergencia y nuevas tecnologías aplicadas a las PEMP.
- Mayor control en la formación práctica: Se han establecido criterios específicos para la realización de maniobras seguras y simulación de situaciones de emergencia.

El cumplimiento de esta mejora la seguridad en el manejo de plataformas elevadoras, a la vez que contribuye a la profesionalización del sector, asegurando que los operadores estén capacitados para utilizar estos equipos de manera eficiente y segura.